# Alexander Djiku
Alexander Kwabena Baidoo Djiku (Montpellier, Francia, 9 de agosto de 1994) es un futbolista ghanés. Juega como defensa y su equipo es el Fenerbahçe S. K. de la Superliga de Turquía.

## Trayectoria
De ascendencia ghanesa, empezó su carrera como juvenil en el S. C. Bastia, ascendiendo al primer equipo en 2015, aunque ya había debutado el 18 de diciembre de 2013 en un partido de la Copa de la Liga de Francia contra el Évian Thonon Gaillard FC.
El 11 de julio de 2017 fichó por el S. M. Caen con un contrato de hasta cuatro temporadas. Sin embargo, en verano de 2019 fichó por el Racing Club de Estrasburgo.
Después de cuatro años en Estrasburgo, en julio de 2023 se marchó traspasado al Fenerbahçe S. K. Firmó por tres temporadas más una opcional.

## Clubes
| Club              | País    | Año       |
| ----------------- | ------- | --------- |
| S. C. Bastia "II" | Francia | 2012-2015 |
| S. C. Bastia      | Francia | 2015-2017 |
| S. M. Caen        | Francia | 2017-2019 |
| R. C. Estrasburgo | Francia | 2019-2023 |
| Fenerbahçe S. K.  | Turquía | 2023-     |